# Kručov
Kručov je obec na Slovensku v okrese Stropkov. Žije zde 206 obyvatel. První zmínka o obci je z roku 1390.

## Památky
- Pravoslavný chrám svaté Paraskevy[2]
- Řeckokatolický chrám svaté Paraskevy  – národní kulturní památka Slovenska.[3]